# Syrphoctonus incisus
Syrphoctonus incisus là một loài tò vò trong họ Ichneumonidae.